# Juan Ramón Calvo
Juan Ramón Calvo Rodríguez, detto Juanra (Madrid, 1º settembre 1982), è un allenatore di calcio a 5 ed ex giocatore di calcio a 5 spagnolo, campione europeo con la nazionale spagnola nel 2010.

## Carriera
La carriera di Juanra si è svolta tra il campionato spagnolo e quello ungherese; proprio in Ungheria ha iniziato ad affiancare il ruolo di allenatore a quello di calcettista, ottenendo ottimi risultati con l'Haladás. Juanra ha debuttato con la nazionale maschile di calcio a 5 della Spagna nel giugno del 2007 e ha vinto, da protagonista, il campionato europeo 2010.

## Palmarès

### Giocatore

#### Club

##### Competizioni nazionali
- Campionato spagnolo: 1

Inter: 2001-02
- Supercoppa di Spagna: 2

Inter: 2001, 2002
- Coppa di Spagna: 1

Inter: 2008-09
- Campionato ungherese: 5

Győri ETO: 2012-13, 2014-15, 2015-16, 2016-17, 2017-18
- Coppa d'Ungheria: 5

Győri ETO: 2012-13, 2013-14, 2014-15, 2015-16, 2016-17

##### Competizioni internazionali
- Coppa UEFA: 1

Inter: 2008-09

#### Nazionale
- Campionato d'Europa: 1

Ungheria 2010

### Allenatore
- Campionato ungherese: 3

Haladás: 2019-20, 2021-22, 2022-23
- Coppa d'Ungheria: 3

Haladás: 2020-21, 2021-22, 2022-23
- Campionato italiano: 2

Meta Catania: 2023-24, 2024-2025
- Supercoppa italiana: 1

Meta Catania: 2024-25

### Individuale
- Panchina d'oro: 1

2023-2024